# إطلاق نار على مدرسة ولاية يوبي
إطلاق نار على مدرسة ولاية يوبي في 6 يوليو 2013 هاجم مسلحون مدرسة ثانوية حكومية في قرية مامودو في ولاية يوبي، نيجيريا، مما أسفر عن مقتل 42 شخصًا على الأقل. وكان معظم القتلى من الطلاب، كما قتل بعض أعضاء هيئة التدريس.

## خلفية
تأسست جماعة بوكو حرام التي يشار إليها أحيانًا باسم طالبان النيجيرية في عام 2002 للسعي إلى إقامة دولة إسلامية ومحاربة التغريب في نيجيريا، والتي تعتبر الجماعة أنها السبب الجذري للسلوك الإجرامي في ذلك البلد. من عام 2009 إلى عام 2013 أدى العنف المرتبط بتمرد بوكو حرام إلى مقتل 3.600 شخص، بما في ذلك 1.600 مدني. في منتصف مايو 2013 أعلنت نيجيريا حالة الطوارئ في ولايات أداماوا وبورنو ويوبي حيث كانت تهدف إلى إنهاء تمرد بوكو حرام. أدت حملة القمع الناتجة إلى إلقاء القبض على أو قتل المئات من أعضاء بوكو حرام، مع تراجع البقية إلى المناطق الجبلية التي استهدفوا منها المدنيين بشكل متزايد.
منذ عام 2010 استهدفت بوكو حرام المدارس وقتلت مئات الطلاب. وقال متحدث باسم الجماعة إن مثل هذه الهجمات ستستمر طالمًا استمر الجنود الحكوميون في التدخل في التعليم التقليدي القائم على القرآن. أكثر من 10.000 طفل لم يعودوا قادرين على الذهاب إلى المدرسة بسبب هجمات بوكو حرام. وفر ما يقرب من 20 ألف شخص من ولاية يوبي إلى الكاميرون خلال يونيو 2013 هربًا من العنف.
في يونيو 2013 ضرب جنود نيجيريون الطلاب في مدرسة تحفيظ القرآن مما أغضب أعضاء بوكو حرام. أسفر هجوم شنه مسلحو بوكو حرام في 16 يونيو عن مقتل سبعة أطفال ومعلمين وجنديين ومسلحين. في اليوم التالي قتل مسلحون تسعة طلاب كانوا يخضعون للامتحانات. في 4 يوليو هاجم مسلحون وقتلوا مدير مدرسة وعائلته.
تقع مامودو على بعد 5 كيلومترات من بلدة بوتيسكوم وهي مركز تجاري ونقطة محورية لتمرد بوكو حرام.
قبل فجر يوم 6 يوليو هاجم مسلحون مدرسة داخلية تديرها الحكومة تضم 1200 طالب في قرية مامودو بولاية يوبي بنيجيريا، مما أسفر عن مقتل 42 شخصًا على الأقل. ووصف شاهد عيان الوضع قائلاً: «كان مشهدًا دمويًا ... كان هناك 42 جثة، معظمهم من الطلاب، وقد انفجرت أجزاء من أجسادهم واحترقت بشدة بينما أصيب آخرون بأعيرة نارية». كان معظم القتلى من الطلاب، كما قتل عدد قليل من أعضاء هيئة التدريس والمدرس. تم حرق بعضهم أحياء بينما مات آخرون متأثرين بجراحهم. في المشرحة كافح الآباء للتعرف على أطفالهم، حيث احترقت العديد من الجثث بشكل يصعب التعرف عليها. تم نقل الناجين إلى عيادة قريبة يحرسها الجيش النيجيري.
طبقاً للناجين فقد جمع المسلحون الضحايا في موقع مركزي ثم بدأوا بإطلاق النار ورمي المتفجرات. كما أحضر المهاجمون الوقود لإشعال النار في المدرسة. تم العثور على ستة طلاب فروا مختبئين في الأدغال مصابين بأعيرة نارية ونقلوا إلى المستشفى. أكثر من 100 آخرين في عداد المفقودين حتى 6 يوليو.

## التفاعلات
في 7 يوليو 2013 وصف حاكم يوبي إبراهيم جيدام المهاجمين بأنهم قتلة بدم بارد و«خال من أي ذرة إنسانية». وأمر بإغلاق جميع المدارس الثانوية في الولاية حتى سبتمبر بداية العام الدراسي الجديد. كما طالب الحكومة الوطنية بإنهاء انقطاع الهاتف الخلوي في الولاية، قائلاً إن نقص الخدمة الخلوية منع المواطنين من تنبيه السلطات إلى الأشخاص المشبوهين في المنطقة قبل الهجوم.